# Erik Lindberg

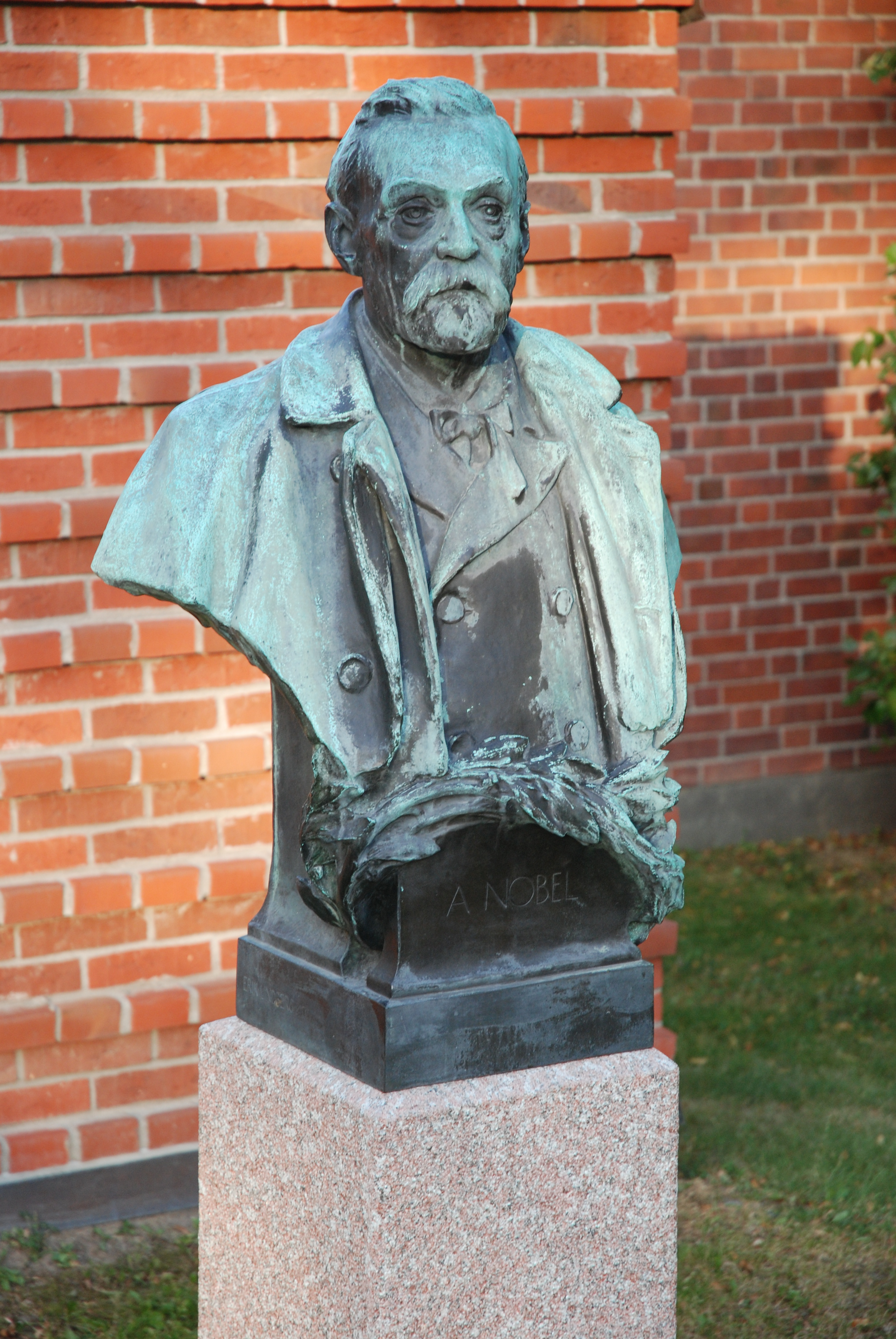
Byst av Alfred Nobel på Karolinska institutet, 1912.

Johan Erik Lindberg, född 31 december 1873 i Stockholm, död 28 september 1966, var en svensk medaljgravör.

## Biografi
Efter mogenhetsexamen studerade Erik Lindberg vid Konstakademin 1893–1897 och vid sin far Adolf Lindbergs ateljé 1892–1899. Han fick i Paris undervisning av Jules-Clément Chaplain och Paulin Tasset 1899–1902. Han företog även en studieresa till Italien. 1902 gifte han sig med Johanna Dagmar Maria Treffenberg. Från 1903 och 1917 utförde han Svenska akademiens och Kungliga Vetenskapsakademiens årliga minnespenningar.
Lindberg var gravör vid Kungliga Myntet 1916–1944. Under denna tid utförde han merparten av de svenska mynten och medaljerna. Vid Konstakademin var han professor från 1930. 
I Erik Lindbergs tidigaste verk kan man se hur han influerades av Chaplain och sin fars monumentala stil i fråga om porträttkonst. Hans skicklighet som yrkesman är allmänt erkänd även där man stått mindre förstående för hans trohet mot äldre stilideal. Han blev känd i samband med att han utförde de tre svenska nobelmedaljerna 1901.
Särskilt karakteristiska för Lindbergs konst är medaljerna över Viktor Rydberg (1900), Nils Forsberg (1900), Carl von Linné (1907), Oscar Montelius (1913), Gösta Forssell (1929), Sven Hedin (1932) och Gustaf Cederström (1943) samt Hjalmar Söderberg (1950). Lindberg finns representerad vid bland annat Nationalmuseum i Stockholm
Erik Lindberg blev far till Folke Lindberg och farfar till Jakob Lindberg. Han ligger begravd på Norra begravningsplatsen i Stockholm.